# Jaak Panksepp

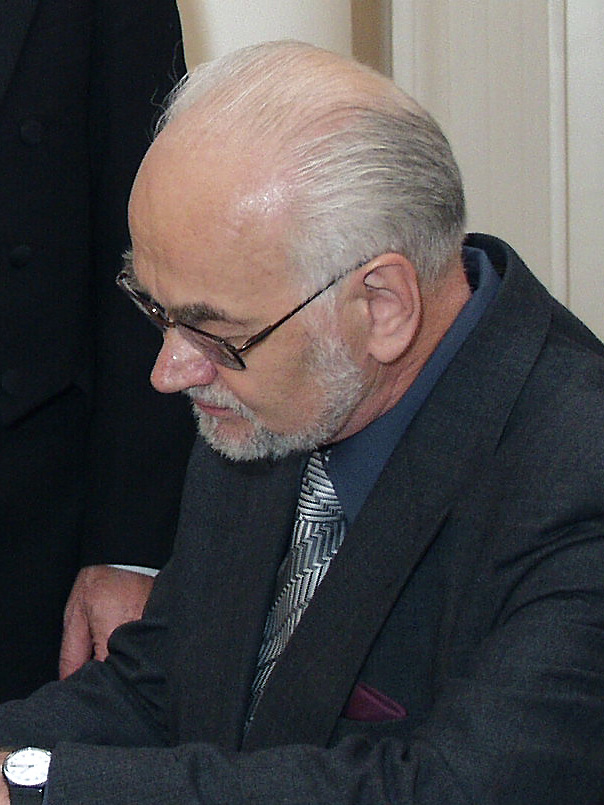
Jaak Panksepp em 2004.

Jaak Panksepp (5 de junho de 1943 - 18 de abril de 2017) foi um neurocientista e psicobiólogo estoniano que cunhou o termo "neurociência afetiva", o nome para o campo que estuda os mecanismos neurais da emoção.  Ele foi o Baily Endowed Chair of Animal Well-Being Science do Departamento de Veterinária e Anatomia Comparativa, Farmacologia e Fisiologia da Faculdade de Medicina Veterinária da Washington State University e Professor Emérito do Departamento de Psicologia da Bowling Green State University. Ele era conhecido na imprensa popular por suas pesquisas sobre a risada em animais não humanos.

## Pesquisa
No documentário de 1999 Why Dogs Smile and Chimpanzees Cry, ele é mostrado para comentar sobre a pesquisa da alegria em ratos: as cócegas de ratos domesticados os fez produzir um som agudo que foi hipoteticamente identificado como riso.
Panksepp também é conhecido por publicar um artigo em 1979 sugerindo que os peptídeos opióides poderiam desempenhar um papel na etiologia do autismo, e propôs que o autismo pode ser "um distúrbio emocional decorrente de uma perturbação nos sistemas opióides no cérebro".
Panksepp propôs sete sistemas afetivos primários chamados SEEKING (expectativa), FEAR (ansiedade), RAGE (raiva), LUST (excitação sexual), CARE (afeto), PANIC/GRIEF (tristeza), and PLAY (alegria social). Ele propôs que o chamado "core-SELF" gera esses afetos.